# Козленское княжество
Козленское княжество (пол. Księstwo kozielskie) или Герцогство Козель  (нем. Herzogtum Cosel) — одно из Силезских княжеств со столицей в Козле (Козеле).

## История
В 1303 году князь Казимир II Бытомский решил выделить в самостоятельное управление своему достигшему совершеннолетия сыну Владиславу город Козле с окрестностями. Так на карте Силезии появилось самостоятельное Козленское княжество. Владислав Бытомский владел княжеством до 21 февраля 1334 года, когда из-за финансовых трудностей он продал Козленское княжество за 4000 гривен серебра своему двоюродному брату, князю Лешеку Ратиборскому, с условием, что в случае смерти Лешека без наследников княжество должно было вернуться к Владиславу. Лешек Ратиборский умер всего через два года, в 1336 году, так и не обретя наследников, и Козленское княжество вернулось к Владиславу Бытомскому, который сразу же передал его во владение своему старшему сыну Казимиру. После смерти Казимира в 1342 (по другим данным 1347 году) оно перешло к его младшему брату Болеславу.
Болеслав Бытомский владел Козленским княжеством до 1355 года, когда он неожиданно скончался во время поездки в Италию.  С его смертью пресеклась бытомская мужская линия династии Силезских Пястов, и за его наследство немедленно начался спор между его близкими родственниками. Незадолго до смерти князь Владислав Бытомский заключил соглашение с чешской королевской династией о том, что в отсутствие наследников мужского пола наследование Бытомского княжества может происходить по женской линии. Несмотря на то, что Козленское княжество было формально отделено от Бытомского княжества, князь Конрад I Олесницкий, муж Евфимии, старшей сводной сестры последнего князя Козленского, по праву своей жены воспользовался этим соглашением и завладел Козленским княжеством. Затем он начал тяжбу с князем Казимиром I Цешинским, законным представителем дочерей Болеслава Бытомского, за Бытомское княжество и добился передачи ему в   1357 году половины города Бытом и северной часть княжества.
Олесницкие князья владели Козле до 1489 года, когда княжество захватил чешский король Матвей Корвин. После его смерти в следующем году Козленское княжество вернулось к своему владельцу Конраду X Белому. Конрад X скончался в 1492 году, не оставив наследников, и княжество стало частью земель чешской короны до 1509 года, когда его выкупил опольский князь Ян II Добрый. К 1521 году Ян II Добрый завладел почти всей Верхней Силезией и объединил все свои земли в единое Опольско-ратиборское княжество. После смерти бездетного князя Яна II в 1532 году все его владения стали частью земель чешской короны. При этом в том же году король Чехии Фердинанд I Габсбург передал Опольско-ратиборское княжество Георгу, маркграфу Бранденбург-Ансбах. После смерти Георга в 1551 году княжество вернулось к королям Чехии и оставалось во владении Габсбургов до 1742 года, когда было аннексировано Пруссией.

## Князья Козле
| #                                              | Портрет                                        | Имя (годы жизни)                                                 | Родители                                               | Годы правления                | Примечания |
| ---------------------------------------------- | ---------------------------------------------- | ---------------------------------------------------------------- | ------------------------------------------------------ | ----------------------------- | --- |
| 1                                              |                                                | Владислав Бытомский (1277/1283 — до 8 сентября 1352)             | Казимир II Бытомский Елена                             | 1303–1334                     | князь Бытомский (с 1316 по 1352 год), князь Севежский (с 1328 по 1337 год) |
| 2                                              |                                                | Лешек Ратиборский (1290/1291 — 1336)                             | Пшемыслав Ратиборский Анна Мазовецкая                  | 1334–1336                     | князь Ратиборский (с 1306 по 1336 год) |
| 3                                              |                                                | Казимир Козленский (ок.1312 — между 1342 и 1347)                 | Владислав Бытомский Беатриса Бранденбургская           | 1336–1342/1347                | |
| 4                                              |                                                | Болеслав Бытомский (ок.1332 — 1355)                              | Владислав Бытомский Лудгарда Мекленбургская            | 1342/1347–1355                | князь Бытомский (с 1352 по 1355 год) |
| 5                                              |                                                | Конрад I Олесницкий (1292/1298 — 22/27 сентября 1366)            | Генрих III Глоговский Матильда Брауншвейг-Люнебургская | 1355–1366                     | князь Олесницкий (с 1312 по 1313 и с 1320/1321 по 1366 годы), князь Сцинавский (с 1309 по 1312 годы), князь Жаганьский (с 1309 по 1312 годы), князь Намыслувский (с 1313 по 1323 годы), князь Великопольский (с 1309 по 1312 год), князь Калишский (с 1312 по 1314 год), князь Гнезненский (с 1312 по 1313 год), князь Бытомский (с 1357 по 1366 годы) |
| 6                                              |                                                | Конрад II Олесницкий (1338/1340 — 10 июня 1403)                  | Конрад I Олесницкий Евфимия Бытомская                  | 1366–1403                     | князь Олесницкий (с 1366 по 1403 годы), князь Сцинавский (с 1397 по 1403 годы), князь Бытомский (с 1366 по 1403 годы) |
| 7                                              |                                                | Конрад III Старый (1354/1359 — 20/28 декабря 1412)               | Конрад II Олесницкий Агнесса Цешинская                 | 1377–1412                     | князь Олесницкий (с 1377 по 1412 годы), князь Сцинавский (с 1377 по 1412 годы), князь Бытомский (с 1377 по 1411 годы) |
| 8                                              |                                                | Конрад IV Старший (1380/1390 — 9 августа 1447)                   | Конрад III Старый Гута                                 | 1412–1416                     | князь Олесницкий (с 1412 по 1416 годы), князь Сцинавский (с 1412 по 1416 годы), князь Бытомский (с 1412 по 1416 годы), епископ Вроцлавский (с 1417 по 1447 годы) |
| 9                                              |                                                | Конрад V Кацкий (1381/1387 — 10 сентября 1439)                   | Конрад III Старый Гута                                 | 1412–1427                     | князь Олесницкий (с 1412 по 1439 годы), князь Сцинавский (с 1412 по 1427 годы), князь Бытомский (с 1412 по 1427 годы) |
| 10                                             |                                                | Конрад VI Декан (1387/1391 — 3 сентября 1427)                    | Конрад III Старый Гута                                 | 1416–1427                     | князь Олесницкий (с 1416 по 1427 годы), князь Сцинавский (с 1416 по 1427 годы), князь Бытомский (с 1416 по 1427 годы) |
| 11                                             |                                                | Конрад VII Белый (ок.1390 — 14 февраля 1452)                     | Конрад III Старый Гута                                 | 1416–1450                     | князь Олесницкий (с 1416 по 1427 и с 1439 по 1450 годы), князь Сцинавский (с 1416 по 1427 и с 1444 по 1450 годы), князь Бытомский (с 1416 по 1450 годы), князь Волувский (с 1449 по 1450 годы) |
| 12                                             |                                                | Конрад VIII Младший (1395/1400 — 5 сентября 1444/8 февраля 1447) | Конрад III Старый Гута                                 | 1416–1427                     | князь Олесницкий (с 1416 по 1427 годы), князь Сцинавский (с 1416 по 1444/1447 годы), князь Бытомский (с 1416 по 1427 годы) |
| 13                                             |                                                | Конрад IX Черный (1415/1420 — 10 августа 1471)                   | Конрад V Кацкий Маргарита                              | 1450–1471                     | князь Олесницкий (с 1450 по 1471 годы), князь Сцинавский (с 1450 по 1452 годы), князь Бытомский (с 1450 по 1471 годы), князь Волувский (с 1450 по 1452 годы) |
| 14                                             |                                                | Конрад X Белый (ок.1420 — 21 сентября 1492)                      | Конрад V Кацкий Маргарита                              | 1450–1452 1471–1489 1490–1492 | князь Олесницкий (с 1450 по 1452, с 1478 по 1489 и с 1490 по 1492 годы), князь Сцинавский (с 1450 по 1492 годы), князь Бытомский (с 1450 по 1452 и с 1471 по 1472/1492 годы), князь Волувский (с 1450 по 1489 и с 1490 по 1492 годы) |
| 15                                             |                                                | Матвей Корвин (23 февраля 1443 — 6 апреля 1490)                  |                                                        | 1489–1490                     | король Венгрии (с 1458 по 1490 год), rороль Чехии (с 1469 по 1490 год) |
| В составе земель Чешской короны                | В составе земель Чешской короны                | В составе земель Чешской короны                                  | В составе земель Чешской короны                        | 1492–1509                     | |
| 16                                             |                                                | Ян II Добрый (ок.1460 — 27 марта 1532)                           | Николай I Опольский Магдалена Бжегская                 | 1509–1521                     | князь Бжегский (с 1476 по 1481 год), князь Стшелецкий (с 1476 по 1532 год), князь Немодлинский (с 1497 по 1532 год), князь Олесницкий (с 1476 по 1521 год), князь Бытомский (с 1498 по 1521 год), князь Опольско-ратиборский (с 1521 по 1532 год) |
| Вошло в состав Опольско-ратиборского княжества | Вошло в состав Опольско-ратиборского княжества | Вошло в состав Опольско-ратиборского княжества                   | Вошло в состав Опольско-ратиборского княжества         | 1521                          | |